# Anthophora tridentata
Anthophora tridentata là một loài Hymenoptera trong họ Apidae. Loài này được Friese mô tả khoa học năm 1899.